# Циммерман, Филипп
Фи́липп Ци́ммерман (англ. Philip R. Zimmermann; род. 12 февраля 1954) — американский программист, создатель пакета программного обеспечения для шифрования электронной почты PGP; также известен работой над VoIP-протоколами шифрования ZRTP и Zfone.

## Биография
Родился в Кэмдене в семье водителя. Учился во Флоридском атлантическом университете, в 1978 году получил диплом бакалавра по программированию. В течение 20 лет работал программистом, специализируясь на криптографии и безопасности данных, на технологиях по передаче данных, а также на [[Встраиваемая система|встраиваемых] системах реального времени. Работая в сфере военной политики, заинтересовался в политическом аспекте криптографии.
В 1980-х годах работал военно-политическим аналитиком в Боулдере, совмещая это с работой программистом. В 1984 году начал работать над ранней стадией дизайна PGP, разрабатывая её как для защиты прав человека в других частях мира, так и для защиты политических организаций Белого дома.

### PGP
В 1991 году написал программу Pretty Good Privacy (PGP) — первую широкодоступную программу, которая использовала шифрование с открытым ключом (опубликовал её в интернете для свободного доступа). Вскоре она стала доступна за границей — по утверждению Циммермана, он не принимал никакого участия в её распространении за пределы США.
Несмотря на недостаток финансирования, отсутствие какого-либо оплачиваемого персонала, рекламной кампании и так далее, PGP стало наиболее широко используемым в мире программным обеспечением для шифрования электронной почты.
Шуточное название криптоалгоритму BassOmatic в первой версии PGP было дано Циммерманом после просмотра одной из музыкально-юмористических передач популярного в США и Канаде цикла Saturday Night Live, известного, в частности, своим сатирическим изображением политической жизни страны.

### Судебное дело
В течение трёх лет против Циммерманна проводилось судебное расследование, так как по мнению правительства США, неограниченное распространение технологии PGP нарушало закон США о контроле за экспортом оружия (англ.), так как «сильные» криптографические средства считались военными. Однако, Циммерману удалось остроумно обойти ограничения законодательства: исходный код был опубликован им в книге издательства MIT Press, и таким образом, поскольку экспорт книг не запрещён, так как это противоречит первой поправке к Конституции США, в любой точке мира код мог быть сосканирован и скомпилирован. В 1996 году дело было закрыто.
В 2001 году на проходившем в Сан-Франциско семинаре крупнейшей некоммерческой программистской организации Кремниевой долины Software Development Forum Циммерман выступил с заявлением в поддержку арестованного в США программиста «Элкомсофта» Дмитрия Склярова. Большую часть своего выступления Циммерман посвятил рассказу о, по его мнению, грязных методах, применявшихся властями в отношении него самого, и призвал софтверные компании создать фонд защиты для сбора средств на защиту Дмитрия, отметив, что власти могут в любой момент выдвинуть обвинения против любой американской компании, занимающейся криптографическими исследованиями и вопросами информационной безопасности.

### Основание PGP Іnc.
В начале 1996 года основал компанию PGP Inc. и выпустил обновленную версию PGP. Компания была приобретена Network Associates Іnc (NAІ) в декабре 1997 года, до августа 2002 года Циммерманн работал в ней привилегированным исследователем. В августе 2002 году PGP была приобретена PGP Corporation, в которой Циммерман начал работу как специальный советник и консультант.

### Другая деятельность
Циммерман консультирует по вопросам криптографии большое количество компаний и промышленных организаций, а также является членом Центра по делам сети Интернет и Общества Стэнфордского юридического университета. Состоит в Международной ассоциации криптологических исследований, Ассоциации вычислительной техники и Лиге свободы программирования, участвует в совместном проекте Национальной академии и Центра стратегических и интернациональных исследований — Roundtable on Scientific Communication and National Security.
Является президентом альянса OpenPGP, входит в совет директоров организации Computer Professionals for Social Responsibility и консультативный комитет организаций Anonymizer.com, Hush Communications и Qualys. Является главным разработчиком криптографического протокола Key-agreement protocol для стандарта Wireless USB.

## Награды и признание
- 1994 — PGP была выбрана журналом Information Week одним из важнейших продуктов года.
- 1995 — премия Chrysler Design Award; EFF Pioneer Award от Фонда электронных рубежей; Newsweek назвал Циммермана одним из 50 наиболее влиятельных людей в Интернете.
- 1996 — премия за непревзойденное ІТ-мастерство от PC Week'; премия от Network Computing Well-Connected за «Лучший продукт для защиты»; премия Норберта Винера за социальную и профессиональную ответственность в содействии использованию технологий.
- 1998 — премия за достижения от журнала Secure Computing.
- 1999 — премия Луи Бранда от Privacy International.
- 2000 — один из ведущих инноваторов в высокотехнологичном бизнесе по мнению InfoWorld[8].
- 2001 — имя Циммермана внесено в зал славы CRN[9].
- 2003 — имя Циммермана внесено в галерею славы Heinz Nixdorf Museums Forum[10]; «Герой свободы» по мнению журнала Reason[11].
- 2006 — eWeek поставил PGP на 9-е место среди 25 наиболее влиятельных и инновационных продуктов со времен изобретения персонального компьютера в 1981 году[12].
- 2008 — «один из ведущих технологических провидцев последних 50 лет» по мнению журнала PC World[13].
- 2012 — избран в члены Зала славы Интернета.

Кроме наград за разные версии PGP, разработанные самим Циммерманом, каждый год получают награды и последующие версии PGP, совершенствующиеся другими разработчиками.

## Публикации
- The Official PGP User’s Guide. — MIT Press, 1995[15]
- PGP Source Code and Internals. — MIT Press, 1995[16].